# Сели
Сели (фр. Cély) насеље је и општина у Француској у региону Париски регион, у департману Сена и Марна која припада префектури Мелен.
По подацима из 2011. године у општини је живело 1226 становника, а густина насељености је износила 163 становника/km². Општина се простире на површини од 0,62 km². Налази се на средњој надморској висини од 62 метара (максималној 96 m, а минималној 48 m).

## Демографија
| 1962. | 1968. | 1975. | 1982. | 1990. | 1999. | 2011. |
| ----- | ----- | ----- | ----- | ----- | ----- | ----- |
| 441   | 445   | 556   | 822   | 960   | 1.010 | 1.226 |

График промене броја становника у току последњих година